# Hendrik Pors jr.
Hendrik Pors jr. (Vlaardingen, 22 juli 1928 - Capelle aan den IJssel, 12 december 2000) was van 1971 tot 1972 Tweede Kamerlid voor DS'70. Van 1952 tot 1970 was Pors lid van de PvdA, van 1970 tot 1973 van DS'70.
Als Kamerlid zette Pors zich in voor de belangen van het midden- en kleinbedrijf en was hij woordvoerder voor verkeer. Hij was werkzaam geweest bij de Wiardi Beckman Stichting, het wetenschappelijk bureau van de PvdA en gaf als directeur leiding aan een binnenvaartrederij. Hij moest zich in 1972 vanwege een rel rond het besturen van een voertuig na alcoholgebruik terugtrekken als Kamerkandidaat en werd daarna bestuurslid van middenstandsorganisaties en van enkele (staats)commissies.
- Biografisch Portaal: 17836225
- Parlement.com: vg09lliisisb